# Georg Christoph Tobler
Georg Christoph Tobler (* 1. Januar 1757 in Ermatingen; † 8. Mai 1812 in Wald) war ein Schweizer Pfarrer, Übersetzer und Schriftsteller.

## Leben
Georg Christoph Tobler wuchs als Sohn des Pfarrers Johannes Tobler (1732–1808) in Zürich auf. Dort studierte er frühzeitig die griechischen Dichter und dann Theologie. 1779 wurde er ordiniert. Er unternahm sodann grosse Reisen durch Frankreich und Deutschland und hielt sich im Sommer 1781 als Gast Karl Ludwig von Knebels in Weimar auf. Dort verkehrte er mit Johann Wolfgang Goethe, Johann Gottfried Herder und am Weimarer Hofe. 1782 entstand ein Essay Die Natur, dessen Urheberschaft vielfach Goethe, dann aber Tobler zugeschrieben wurde.
1782 wurde Tobler Katechet in Fluntern bei Zürich und 1784, nach dem Weggang von Johann Jakob Stolz (1753–1823), Prediger in Offenbach am Main. 1793 bis 1799 betreute er die Pfarrei Veltheim bei Winterthur. 1800 wurde er für kurze Zeit Mitglied als Senats der Helvetischen Republik in Bern gewählt und gab hierfür seine Pfarrstelle in Veltheim auf. Nach Auflösung des Senats kehrte er in den Kanton Zürich zurück und erhielt 1801 die Pfarrei Wald.

## Werk
Tobler hat sich vor allem als Übersetzer aus dem Griechischen bekannt gemacht: 1781 erschien seine Sophokles-Uebertragung, 1782 (im Deutschen Merkur) der Prometheus des Aeschylos, 1784 Die Argonauten, später Stücke aus der griechischen Anthologie. 1801 verfasste er die Rede: Johann Caspar Lavater, der Wahrheitslehrer und Menschenfreund.